# Oedipina berlini
Oedipina berlini is een salamander uit de familie longloze salamanders (Plethodontidae). De soort werd voor het eerst wetenschappelijk beschreven door Brian Kubicki in 2016.

## Verspreidingsgebied en habitat
Oedipina berlini komt voor in Midden-Amerika en leeft endemisch in Costa Rica. De salamander is bekend van twee locaties in de provincie Limón: een bergbosgebied op 540 meter hoogte in het Guayacán Rainforest Reserve bij Guayacán de Siquirres en een bergbosgebied op 850 meter boven zeeniveau in het Distrito de Florida.
Oedipina berlini leeft in de strooisellaag van bergbossen. De soort is zowel overdag als ’s nachts waargenomen.

## Uiterlijke kenmerken
Op basis van de bekende exemplaren heeft Oedipina berlini een kopromplengte van 30,1 tot 38,7 millimeter met een staart van 40,9 tot 56,1 mm lang. Vrouwelijke exemplaren zijn kleiner dan de mannelijke dieren. Op de bovenzijde van de kop, het lichaam en de poten zijn lichtere en donkere aardkleurige vlekken aanwezig.

## Taxonomie
Oedipina berlini behoort tot de onderfamilie Hemidactyliinae en het ondergeslacht Oedopinola. De salamander is het nauwst verwant aan Oedipina complex en Oedipina maritima uit Panama.